# نوسان‌ساز پارامتری

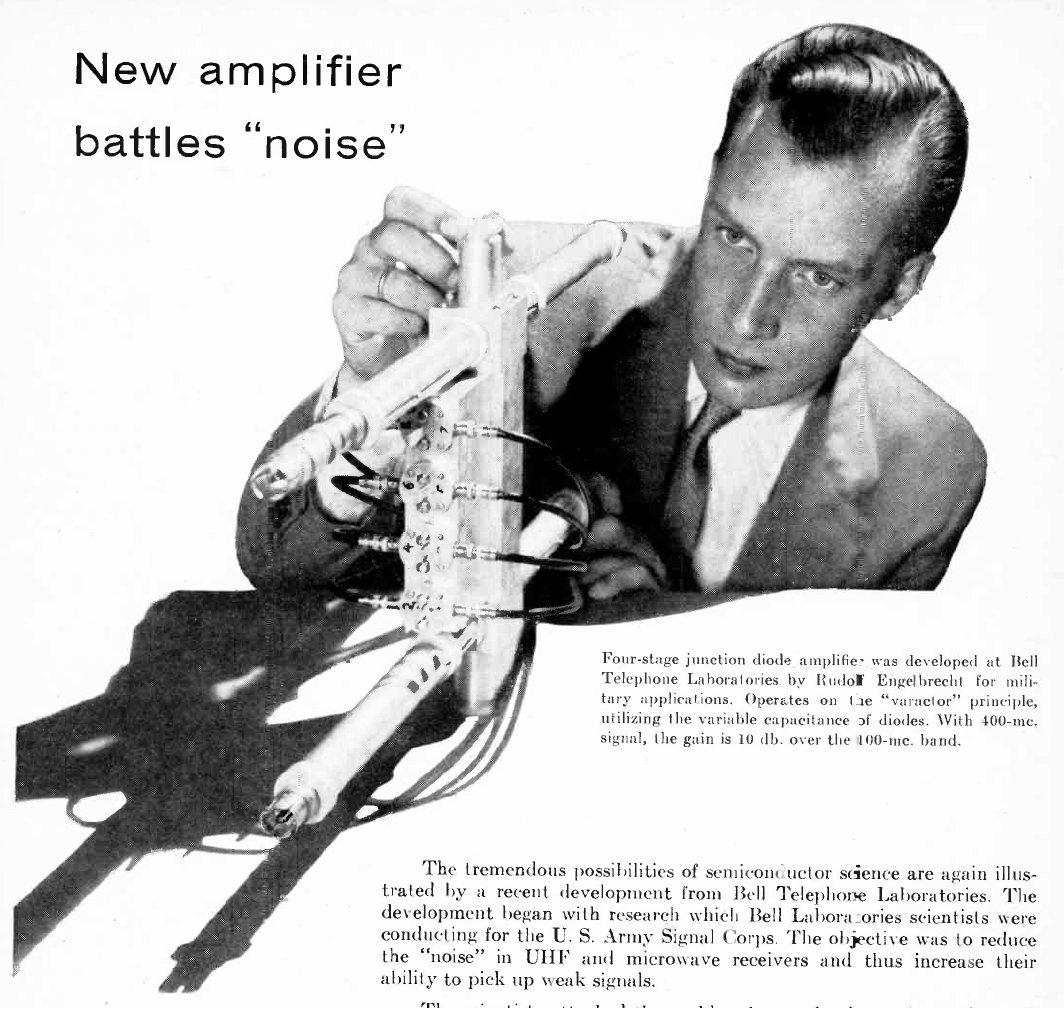
یکی از اولین تقویت‌کننده‌های پارامتری واراکتوری که در آزمایشگاه‌های بل در حدود سال ۱۹۵۸ اختراع شد. این تقویت‌کننده ۴ طبقه‌ای به بهره ۱۰ دسی بل در ۴۰۰ مگاهرتز دست یافت. تقویت‌کننده‌های پارامتری در کاربردهایی که به نویز بسیار کم نیاز دارند استفاده می‌شود.

نوسان‌ساز پارامتری یک نوسانگر هماهنگ تحریک‌شده است که در آن نوسانات با تغییر برخی پارامترهای سیستم در برخی فرکانس‌ها انجام می‌شود، نوعاً متفاوت از فرکانس طبیعی نوسان‌ساز. یک مثال ساده از یک نوسان‌ساز پارامتری، اعمال نیرو کودک در تاب زمین بازی با ایستادن متناوب و چمباتمه‌زدن برای افزایش اندازه نوسانات تاب است. حرکات کودک، گشتاور لختی تاب‌خوردن به‌صورت آونگ را تغییر می‌دهد. حرکات «پمپ» کودک باید دو برابر فرکانس نوسانات تاب‌خوردن باشد. نمونه‌هایی از پارامترهایی که ممکن است متغیر باشند، فرکانس تشدید نوسان‌ساز {\displaystyle \omega } و میرایی {\displaystyle \beta } هستند.

## پیشینه
نوسانات پارامتری برای اولین بار در مکانیک مشاهده شد. مایکل فارادی (۱۸۳۱) اولین کسی بود که متوجه نوسانات یک فرکانس توسط نیروهای دو برابر فرکانس می‌شود، در پیچ و تاب‌ها (امواج سطحی آشفته) مشاهده شده در یک لیوان شراب برانگیخته‌شده از «آوازخواندن». فرانز ملده (۱۸۶۰) با استفاده از یک دیاپازون (به انگلیسی: tuning fork) نوسانات پارامتری را در یک رشته ایجاد کرد تا به‌طورمتناوب تنش را در دوبرابر فرکانس تشدید رشته تغییر دهد. نوسان پارامتری برای اولین بار توسط ریلی (۱۸۸۳، ۱۸۸۷) به عنوان یک پدیده کلی تلقی شد.

## تحلیل ریاضی
نوسان‌ساز پارامتری یک نوسانگر هماهنگ است که خصوصیات فیزیکی آن با توجه به زمان تغییر می‌کند. معادله چنین نوسان‌سازی به صورت زیر است:
{\displaystyle {\frac {d^{2}x}{dt^{2}}}+\beta (t){\frac {dx}{dt}}+\omega ^{2}(t)x=0}
این معادله به‌صورت خطی در {\displaystyle x(t)} است. با فرض اینکه، پارامترها {\displaystyle \omega ^{2}} و {\displaystyle \beta }  فقط به زمان بستگی دارند و به حالت نوسان‌ساز بستگی ندارد. به‌طور کلی، {\displaystyle \beta (t)} یا {\displaystyle \omega ^{2}(t)} فرض می‌شود که به‌طورمتناوب، با دوره تناوب یکسان {\displaystyle T}، متغیر باشد.

## مقالات خارجی
- Elmer, Franz-Josef, "Parametric Resonance Pendulum Lab University of Basel". unibas.ch, July 20, 1998.
- Cooper, Jeffery, "Parametric Resonance in Wave Equations with a Time-Periodic Potential". SIAM Journal on Mathematical Analysis, Volume 31, Number 4, pp. 821–835. Society for Industrial and Applied Mathematics, 2000.
- "Driven Pendulum: Parametric Resonance". phys.cmu.edu (Demonstration of physical mechanics or classical mechanics. Resonance oscillations set up in a simple pendulum via periodically varying pendulum length.)
- Mumford, W. W. , "Some notes on the history of parametric transducers". Proceedings of the IRE, Volume 98, Number 5, pp. 848–853. Institute of Electrical and Electronics Engineers, May 1960.